# Prionapterus suspectus
Prionapterus suspectus är en skalbaggsart som beskrevs av Maria Helena M. Galileo och Martins 1990. Prionapterus suspectus ingår i släktet Prionapterus och familjen långhorningar.
Artens utbredningsområde är Paraguay. Inga underarter finns listade i Catalogue of Life.